# Force maritime des fusiliers marins et commandos

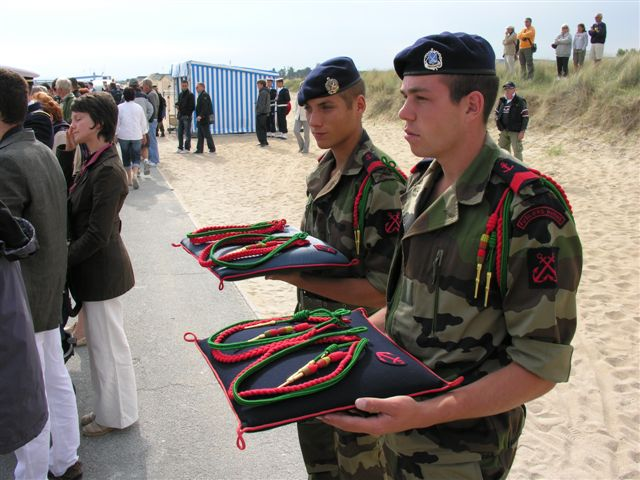
Fucilieri di marina, nel 2009, in una cerimonia di omaggio a Philippe Kieffer.

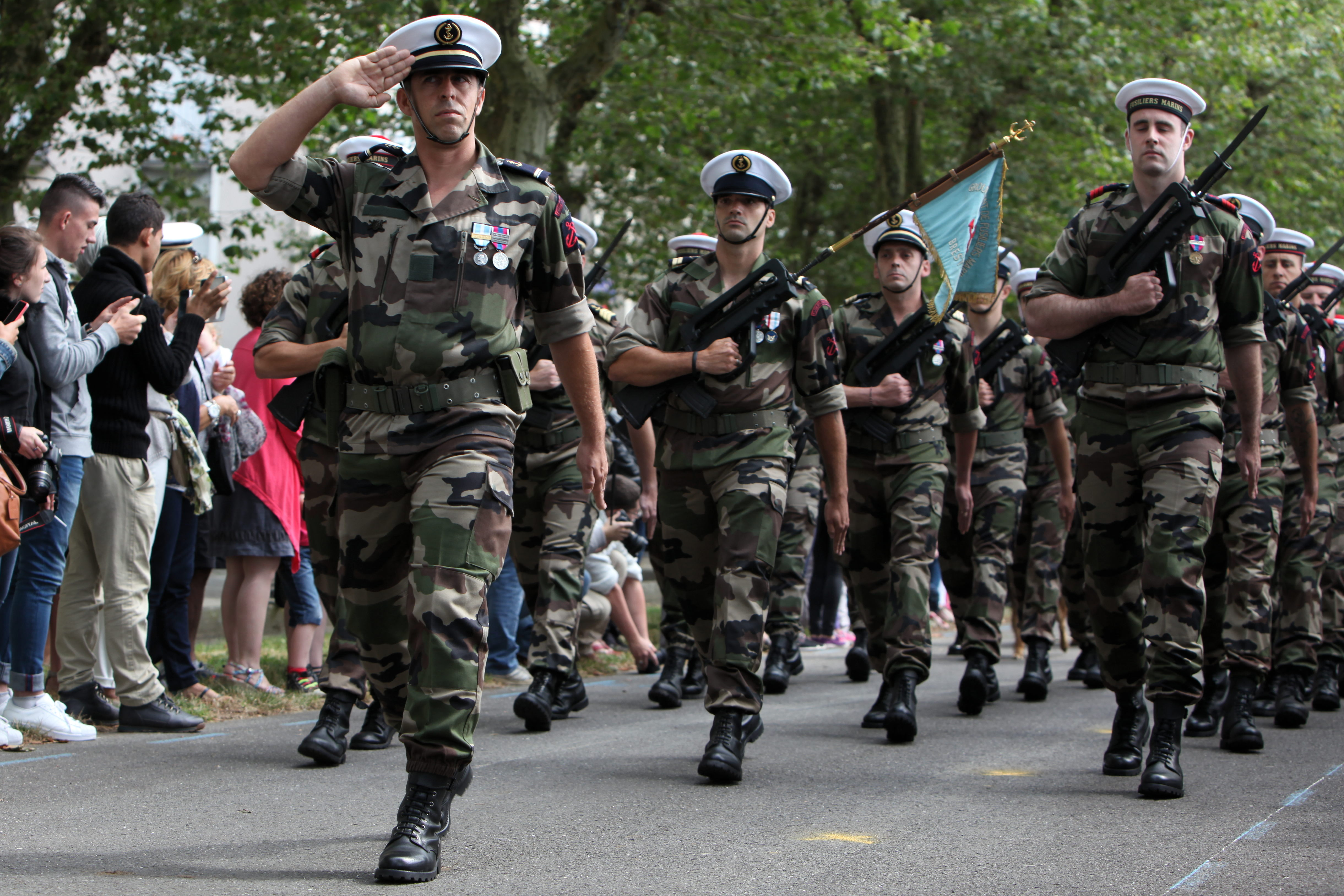
Fucilieri di marina, nel 2015, in parata cerimonia della festa nazionale francese.

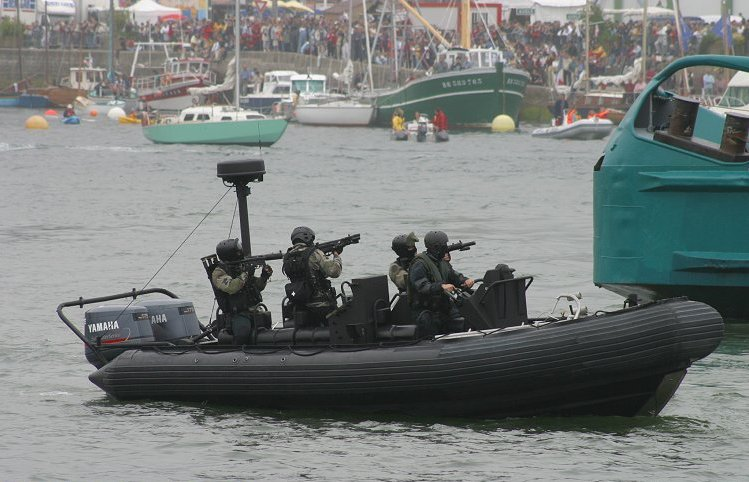
Commando Jauber

La Force maritime des fusiliers marins et commandos – FORFUSCO (in italiano: Forza marittima dei fucilieri di marina e dei commandos) è una forza militare marittima composta di fucilieri di marina e commandos (fusiliers marins et commandos marine) della Marine nationale; essa è una delle 4 componenti della Marine nationale, insieme alla Force d'action navale, alle Forces sous-marines e all'Aéronautique navale.

## Storia
La creazione dei fucilieri di marina francesi risale al 1856 con la fondazione della scuola dei fucilieri di marina che assicura ancora oggi la selezione e la formazione di tutti i fucilieri di marina e dei commandos di marina.
La creazione dei "commandos marine" francesi rimonta al 1942, il primo commando fu il 1er bataillon de Fusiliers Marins Commandos (1er BFMC) – posterioremente conosciuto come Commando Kieffer – creato a Inghilterra dal capitano di corvetta Philippe Kieffer della FNFL della France libre.
La Force maritime des fusiliers marins et commandos (FORFUSCO) è stata creata nel 2001, ponendo sotto un unico comando i fucilieri di marina e i commandos della Marine nationale.
Rappresenta quindi oggi l'eredità di più di 150 anni di storia, che hanno visto i fucilieri di marina e, dalla seconda guerra mondiale, anche i commandos marine francesi impegnati in:
- le guerre napoleoniche,
- le guerre coloniali francesi del XIX secolo,
- la guerra franco-prussiana,
- la prima guerra mondiale, con in particolare le battaglie di Yser (1914), Dixmude (1914), Nieuwpoort (1915-1917), Moulin de Laffaux (1918), l'offensiva dei cento giorni (1918),
- la seconda guerra mondiale, con in particolare le campagne in Africa del nord, Italia e Francia, il raid su Dieppe, gli sbarchi in Normandia, Provenza e Olanda, la presa di Berchtesgaden,
- la guerra d'Indocina,
- la crisi di Suez (Operazione moschettiere)
- la guerra d'Algeria,
- e poi dopo il 1962, tutte le principali operazioni esterne delle forze armate francesi, in particolare in Libano, nel golfo Persico (guerra del Golfo), in Bosnia, in Kosovo, in Somalia, in Ruanda (Opération Turquoise), in Afghanistan, al largo della Somalia, nel Mali, nel Sahel, in Repubblica Centrafricana, in Ciad, alle Seychelles, alle Comore, a Mururoa, in Nuova Caledonia (presa di ostaggi a Ouvéa), a Gibuti, nell'ex-Jugoslavia, nello Yemen, nella Repubblica del Congo, in Sierra Leone, in Libia, ecc.

## Organizzazione
La FORFUSCO ha sede a Lorient, consta di 2.300 uomini (militari e civili), ripartiti in 18 unità (le 16 unità sottocitate, più l'école des fusiliers marins di Lorient e l'école de plongée di Saint-Mandrier-sur-Mer) dislocate su 10 siti in Francia ed è sotto il comando di un contre-amiral (ALFUSCO). Questa forza partecipa a operazioni di terra dal mare, a interventi in mare in missioni di soccorso, a operazioni di forze speciali, a protezione di siti sensibili.
Il FORFUSCO è composto da due grandi componenti:
Fusiliers marins (fucilieri di marina)
I fucilieri di marina sono le forze specializzate nella protezione-difesa della Marina; constano di 1.500 marinai, ripartiti in 9 unità: 2 gruppi (GFM) basati a Brest e Tolone e 7 compagnie (CIFUSIL) basate a Cherbourg, France Sud, Île Longue, Lanvéoc, Lann-Bihoué, Rosnay, Sainte-Assise; Questa componente dispone inoltre di unità cinotecnica che comprende 250 cani, ripartiti nelle diverse unità.
Commandos marine (commandos di marina)
- I commandos di marina sono le forze speciali della Marina; sono spesso utilizzati sotto l'autorità del Comando delle operazioni speciali (COS), constano di 650 marinai, ripartiti in 7 commandos specializzati, 5 di combattimento e 2 di appoggio basati a Lorient (tranne Hubert basato a Tolone).

## Composizione

### Fusilier marin
Groupement de fusiliers marins de Brest (GFM Brest)basato a Brest, consta di circa 360 uomini, in tre compagnie e un CENTPROFOR, per la protezione della base navale di Brest, delle stazioni di Kerlouan e del Cranou, della base pirotecnica di Saint-Nicolas e della base navale di Landivisiau. Dal CFM Brest dipendono:
Compagnie de fusiliers marins de Lanvéoc (CIFUSIL Lanvéoc)basata a Lanvéoc, consta di circa 50 uomini, per la protezione della base aeronavale di Lanvéoc
Compagnie de fusiliers marins de Lann-Bihoué (CIFUSIL Lann-Bihoué)basata a Lann-Bihoué, consta di circa 50 uomini, per la protezione della base aeronavale di Lann-Bihoué
Compagnie de fusiliers marins de Sainte-Assise (CIFUSIL Sainte-Assise)basata a Sainte-Assise, consta di circa 60 uomini, per la protezione del Centre de transmission marine (CTM) Sainte-Assise
Groupement de fusiliers marins de Toulon (GFM Toulon)basato a Tolone, consta di circa 400 uomini, in due compagnie e un CENTPROFOR, per la protezione della base navale di Tolone, delle basi pirotecniche di Brégaillon e Tourris, del deposito di Fontvielle, del forte di Six-Fours e della base aeronavale di Hyères. Dal CFM Toulon dipendono:
Compagnie de fusiliers marins de France Sud (CIFUSIL France Sud)basata a France Sud (Villepinte e Villemagne, vicino Bram), consta di circa 100 uomini, per la protezione del Centre de transmission marine (CTM) France Sud
Compagnie de fusiliers marins de Rosnay (CIFUSIL Rosnay)basata a Rosnay, consta di circa 75 uomini, per la protezione del Centre de transmission marine (CTM) Rosnay
Compagnie de fusiliers marins de Cherbourg (CIFUSIL Cherbourg)basata a Cherbourg, consta di circa 110 uomini, per la protezione della base navale di Cherbourg
Compagnie de fusiliers marins d'Île Longue (CIFUSIL Île Longue)basata a Île Longue, consta di circa 250 uomini, per la protezione della base di Île Longue e dalla base pirotecnica di Guenvenez

### Commando marine
Commando Jaubertdal 1944, commando di combattimento basato a Lorient; capacità comuni con gli altri commandos di combattimento: combat commando, spionaggio, azioni ambientali, attitudini terrestri, nautiche e aeronautiche; capacità specifiche: controterrorismo, liberazione ostaggi, assalto in mare
Commando Trepeldal 1947, commando di combattimento basato a Lorient; capacità comuni con gli altri commandos di combattimento: combat commando, spionaggio, azioni ambientali, attitudini terrestri, nautiche e aeronautiche; capacità specifiche: controterrorismo, liberazione ostaggi, assalto in mare
Commando de Montfortdal 1947, commando di combattimento basato a Lorient; capacità comuni con gli altri commandos di combattimento: combat commando, spionaggio, azioni ambientali, attitudini terrestri, nautiche e aeronautiche; capacità specifiche: neutralizzazione, osservazione
Commando de Penfentenyodal 1947, commando di combattimento basato a Lorient; capacità comuni con gli altri commandos di combattimento: combat commando, spionaggio, azioni ambientali, attitudini terrestri, nautiche e aeronautiche; capacità specifiche: neutralizzazione, osservazione
Commando Hubertdal 1947, commando di combattimento basato a Saint-Mandrier-sur-Mer; capacità comuni con gli altri commandos di combattimento: combat commando, spionaggio, azioni ambientali, attitudini terrestri, nautiche e aeronautiche; capacità specifiche: controterrorismo, liberazione ostaggi, azione sottomarina, uomini-rana
Commando Kiefferdal 2008, commando di appoggio basato a Lorient; capacità: comando, guerra elettronica, cinotecnica, droni e CBRN
Commando Ponchardierdal 2015, commando di appoggio basato a Lanester; capacità: appoggio alle operazioni, mezzi nautici, terrestri, 3D, armamenti

## Missioni

### Fusilier marin
1. Protezione-difesa degli organi della postura di dissuasione nucleare (Île Longue, CTMs);
2. Protezione-difesa dei siti, intallazioni e attività strategiche della Marine nationale sul territorio nazionale;
3. Protezione-difesa delle navi importanti dispiegate fuori dal porto base, militari (EPR) e civili (affittate e EPE);
4. Protezione-difesa delle installazioni oltremare e all'estero.

### Commando marine
- Azioni al largo
  - Controterrorismo marittimo
  - Lotta contro la pirateria
  - Lotta contro le attività illecite
- Azioni dal mare verso la terra (AVT)
  - Operazioni anfibie (operazioni a monte, forze avanzate)
  - Operazioni speciali di ricognizione e spionaggio
- Operazioni speciali a terra (OST)
  - Azioni dirette
  - Azioni indirette